# Mattias Hargin
Mattias Hargin (Haninge, 7 ottobre 1985) è un ex sciatore alpino svedese specialista dello slalom speciale.
È fratello di Christine e Janette, a loro volta sciatrici alpine di alto livello.

## Biografia

### Stagioni 2001-2008
Hargin, slalomista puro nato a Österhaninge presso Stoccolma e attivo in gare FIS dal gennaio del 2001, ha esordito in Coppa Europa il 2 dicembre 2003 a Åre, senza terminare la prima manche, e in Coppa del Mondo il 22 dicembre 2004 a Flachau, senza qualificarsi per la seconda manche. Il 22 gennaio 2005 ha colto a La Plagne la sua prima vittoria, nonché primo podio, in Coppa Europa; nel prosieguo della stagione ha esordito ai Campionati mondiali a Bormio/Santa Caterina Valfurva 2005, senza concludere la gara, e ha vinto la medaglia d'argento ai Mondiali juniores di Bardonecchia.
Durante la stagione 2005-2006 in Coppa Europa ha vinto tre gare ed è giunto secondo in altre tre. Questo gli ha permesso di vincere la classifica di specialità davanti ai connazionali Anton Lahdenperä e Jens Byggmark e di piazzarsi 6º nella classifica generale. Nella stagione 2006-2007 ha conquistato i primi punti in Coppa del Mondo quando, il 7 gennaio 2007, si è piazzato 20º ad Adelboden.

### Stagioni 2009-2014
Ha partecipato ai Mondiali di Val-d'Isère 2009, chiusi con il 5º posto, e nella stessa stagione ha nuovamente vinto la classifica di specialità in Coppa Europa. Ai XXI Giochi olimpici invernali di Vancouver 2010, suo esordio olimpico, è stato 14°. Il primo podio in Coppa del Mondo è giunto il 6 gennaio 2011 a Zagabria Sljeme, dove Hargin ha chiuso al 3º posto dietro al connazionale André Myhrer e al croato Ivica Kostelić; nella stessa stagione ai Mondiali di Garmisch-Partenkirchen è stato 12º.

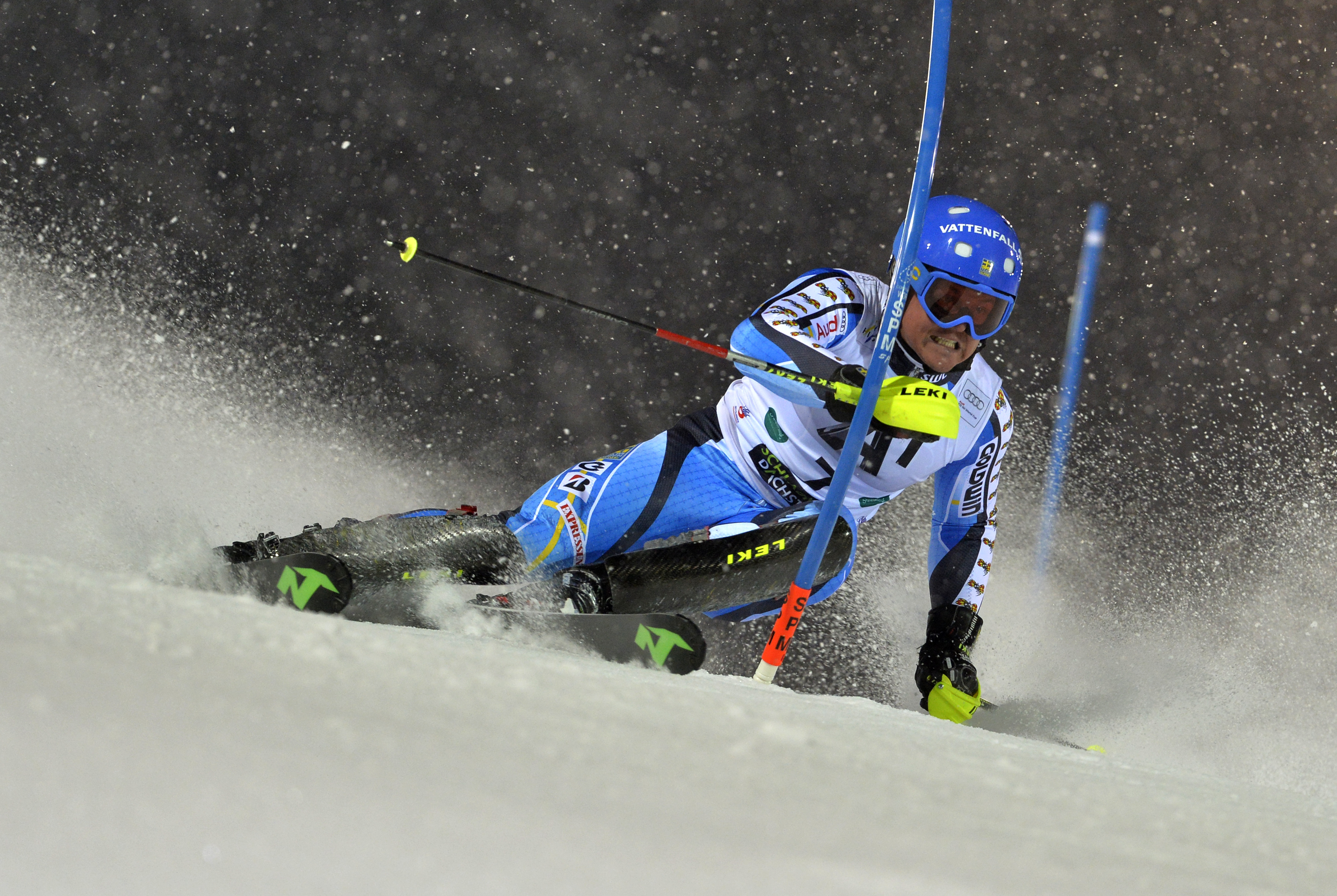
Hargin in gara a Schladming il 28 gennaio 2014

Il 12 febbraio 2013 ha conquistato la medaglia d'argento nella gara a squadre ai Mondiali di Schladming, dove ha concluso al 9º posto la gara di slalom speciale. Nella stessa specialità ha gareggiato ai XXII Giochi olimpici invernali di Soči 2014, piazzandosi al 7º posto.

### Stagioni 2015-2019
Il 18 dicembre 2014 ha conquistato la sua ultima vittoria in Coppa Europa, il 18 dicembre a Pozza di Fassa/Carezza al Lago in slalom speciale, e il 25 gennaio 2015 ha vinto la sua unica gara in Coppa del Mondo, aggiudicandosi lo slalom speciale sulla Ganslern di Kitzbühel. Ai successivi Mondiali di Vail/Beaver Creek 2015 si è aggiudicato la medaglia di bronzo nella gara a squadre ed è stato 5º nello slalom speciale; il 19 dicembre dello stesso anno ha colto a Plan de Corones in slalom parallelo il suo ultimo podio in Coppa Europa (3º). Ai Mondiali di Sankt Moritz 2017 ha vinto la medaglia di bronzo nella gara a squadre e non ha completato lo slalom speciale.
Il 12 novembre 2017 è salito per l'ultima volta sul podio in Coppa del Mondo, classificandosi 3º nello slalom speciale disputato a Levi, e ai XXIII Giochi olimpici invernali di Pyeongchang 2018, sua ultima presenza olimpica, si è classificato 19º nello slalom speciale e 5º nella gara a squadre. L'anno dopo ai Mondiali di Åre 2019, suo congedo iridato, è stato 20º nello slalom speciale e 5º nella gara a squadre. Si è ritirato al termine di quella stessa stagione 2018-2019; la sua ultima gara in carriera è stata la gara a squadre di Coppa del Mondo disputata a Soldeu il 15 marzo, chiusa da Hargin al 5º posto.

## Palmarès

### Mondiali
- 3 medaglie:
  - 1 argento (gara a squadre Schladming 2013)
  - 2 bronzi (gara a squadre a Vail/Beaver Creek 2015; gara a squadre a Sankt Moritz 2017)

### Mondiali juniores
- 1 medaglia:
  - 1 argento (slalom speciale a Bardonecchia 2005)

### Coppa del Mondo
- Miglior piazzamento in classifica generale: 20º nel 2015
- 7 podi (6 in slalom speciale, 1 in slalom parallelo):
  - 1 vittoria
  - 1 secondo posto
  - 5 terzi posti

#### Coppa del Mondo - vittorie
| Data            | Località  | Paese   | Specialità |
| --------------- | --------- | ------- | ---------- |
| 25 gennaio 2015 | Kitzbühel | Austria | SL         |

Legenda:

SL = slalom speciale

#### Coppa del Mondo - gare a squadre
- 6 podi:
  - 3 vittorie
  - 1 secondo posto
  - 2 terzi posti

### Coppa Europa
- Miglior piazzamento in classifica generale: 6º nel 2006
- Vincitore della classifica di slalom speciale nel 2006 e nel 2009
- 21 podi:
  - 8 vittorie
  - 8 secondi posti
  - 5 terzi posti

#### Coppa Europa - vittorie
| Data             | Località              | Paese       | Specialità |
| ---------------- | --------------------- | ----------- | ---------- |
| 20 gennaio 2005  | La Plagne             | Francia     | SL         |
| 4 novembre 2005  | Landgraaf             | Paesi Bassi | KO SL      |
| 7 gennaio 2006   | Pozza di Fassa        | Italia      | SL         |
| 18 marzo 2006    | Altenmarkt-Zauchensee | Austria     | SL         |
| 20 dicembre 2008 | Pozza di Fassa        | Italia      | SL         |
| 16 gennaio 2009  | Oberjoch              | Germania    | SL         |
| 14 dicembre 2012 | Pozza di Fassa        | Italia      | SL         |
| 19 dicembre 2014 | Pozza di Fassa        | Italia      | SL         |

Legenda:

SL = slalom speciale

KO SL = KO slalom

### Australia New Zealand Cup
- Miglior piazzamento in classifica generale: 26º nel 2010
- 1 podio:
  - 1 secondo posto

### Campionati svedesi
- 7 medaglie[3]:
  - 2 ori (slalom speciale nel 2007; slalom speciale nel 2017)
  - 3 argenti (slalom speciale nel 2006; slalom speciale nel 2008; slalom speciale nel 2009)
  - 2 bronzi (slalom speciale nel 2005; supercombinata nel 2007)